# Opatrinus pullus
Opatrinus pullus là một loài bọ cánh cứng trong họ Tenebrionidae. Loài này được Sahlberg miêu tả khoa học năm 1823.